# روابط ایران و قزاقستان
روابط ایران و قزاقستان عبارت است از روابط سیاسی و تجاری میان ایران و قزاقستان. قزاقستان در ۱۶ دسامبر سال ۱۹۹۱ برابر با ۱۷ آذرماه سال ۱۳۷۰ به استقلال رسید و ایران از نخستین کشورهایی بود که استقلال قزاقستان را به رسمیت شناخت و نمایندگی سیاسی خود را در آن گشود. قزاقستان از سمت غرب از طریق دریای خزر به‌نوعی همسایه ایران است.

## روابط دیپلماتیک
سفر نظربایف به ایران در سال ۱۳۷۱، سفر رئیس‌جمهور ایران به قزاقستان در سال ۷۲ و سفرهای گوناگون مقام‌های دو کشور در سطح رؤسای جمهور و وزیران در گذشته نمونه‌هایی از روابط دو کشور است. در سال‌های گذشته روابط قزاقستان و ایران رو به پیشرفت بوده‌است، مثلاً حضور نظربایف در مراسم تحلیف حسن روحانی، سفر جواد ظریف (وزیر خارجه) در فروردین‌ماه ۱۳۹۴ به آستانه، سفر محمود حجتی (وزیر جهاد کشاورزی) به کشور قزاقستان (در مهرماه) ۱۳۹۴، سفر معاون اول وزیر امور خارجه قزاقستان به ایران در آبان ماه ۱۳۹۴، سفر نظربایف، رئیس‌جمهور قزاقستان و هیئت همراه به تهران در فروردین‌ماه سال ۱۳۹۵. علاوه براین، اخیراً نیز حسن روحانی رئیس‌جمهوری ایران در قالب دیداری رسمی از این کشور بازدید کرد.
در ٢٨ خرداد ١۴٠١ قاسم توکایف رئیس‌جمهور قزاقستان وارد ایران شد و با مقامات بلند پایه از جمله سید ابراهیم رئیسی رئیس‌جمهور ایران و سید علی خامنه ای رهبر ایران دیدار کرد.

## سیاست خارجی متعادل قزاقستان
قزاقستان در یک دهه گذشته نسبت به تحولات منطقه و جهان سیاستی متعادلی را در پیش گرفته‌است. از یک سو تعادلی بین منافع آمریکا و روسیه ایجاد کرده‌است. رویکرد نظربایف به غرب، اتحادیه اروپا و آمریکا متناسب بوده و تاکنون مورد انتقاد شدید کشورهای غربی قرار نگرفته‌است. از سوی دیگر، آستانه روابط اقتصادی خود را با چین نیز بهبود داده و با روسیه روابط خوبی دارد. در الگوی سیاست خارجی قزاقستان، همزیستی مسالمت‌آمیز و ارتباط با تمام نگاه‌های سیاسی و منطقه‌ای در راستای تحقق بخشیدن به منافع ملی قزاقستان است. همچنین اولویت‌های قزاقستان حفظ تمامیت ارضی، استقرار امنیت، عدم تغییر مرزها و تثبیت مرزهای بین‌المللی بوده و دولت قزاقستان در تمام منطقه از احترام ویژه‌ای برخوردار هستند. همچنین دولت قزاقستان با تمام کشورهای اسلامی روابط خوبی برقرار کرده و تلاش کرده‌است تا با عربستان، ایران و کشورهایی بی‌طرف مانند مالزی و اندونزی رابطه خوبی برقرار کند. در واقع این رویکرد سیاست خارجی متعادل قزاقستان به دور از تأثیرگذاری‌ها و نفوذ منفی بازیگران منطقه‌ای و بین‌المللی فرصت مهمی در اختیار ایران قرار داده‌است تا به گسترش روابط با این کشور بیشتر بیندیشد.

## روابط اقتصادی
در مهرماه ۱۴۰۱ پس از تقریبا یک دهه قرارداد میان ایران و قزاقستان مبنی بر مبادله (سوآپ) نفتی ایران از سر گرفته شد. سوآپ نفت قزاقستان علاوه بر کاهش هزینه ترانزیت نفت ایران از جنوب به شمال برای تامین خوراک پالایشگاه‌های تهران و تبریز موجب می‌شود که یک حق سوآپ نیز به ایران تعلق بگیرد. ایران با سوآپ نفت قزاقستان علاوه بر آنکه جایگاه خود را در مناسبات انرژی منطقه و جهان توسعه خواهد داد همچنین از مزایای اقتصادی آن نیز بهره می‌برد.